# Dianthus tymphresteus
Dianthus tymphresteus là loài thực vật có hoa thuộc họ Cẩm chướng. Loài này được (Boiss. & Spruner) Heldr. & Sart. ex Boiss. mô tả khoa học đầu tiên năm 1859.